# Процес на вещиците от Салем
Процесите на вещиците от Салем са поредица от изслушвания и наказателно преследване на лица, обвинени в магьосничество в колониален Масачузетс между февруари 1692 г. и май 1693 година. Повече от двеста души са обвинени. Тридесет са признати за виновни, деветнадесет от които екзекутирани чрез обесване (четиринадесет жени и пет мъже). Друг мъж, Джайлс Кори, е премазан до смърт с камъни, изтезание продължило два дни, защото отказва да се пледира и участва мълчаливо в делото, а поне пет души загиват в затвора.
Епизодът е един от най-известните случаи в колониална Америка на масова истерия. Той е използван в политическата реторика и популярната литература като ярка предупредителна история за опасностите от изолационизма, религиозния екстремизъм, фалшивите обвинения и пропуските в надлежния процес.Това не беше уникален, а колониален американски пример за много по-широкото явление на съдебни процеси срещу вещици в ранния модерен период, което се провежда и в Европа. Много историци смятат, че трайните последици от изпитанията са имали силно влияние в следващата история на САЩ. Според историка Джордж Линкълн Бър, „магьосничеството от Салем е била скалата, върху която се е разбила теокрацията“.

## Предистория
Село Салем (известно днес като Данвърс, Масачузетс) е малка селскостопанска община в близост до едноименния град. През 1670-те години местните жители искат и неохотно получават разрешение да построят собствена църква. Това прави селяните относително независими от град Салем, като това довежда до известно напрежение между двете общини. За пастор назначават преподобния Самюъл Парис през ноември 1689 г.

## Начало на Салемската трагедия
В село Салем през февруари 1692 г. Бети Парис (на девет години) и братовчедката и Абигейл Уилямс (на 11 години), съответно дъщерята и племенницата на преподобния Самюъл Парис, започват да имат пристъпи, описани като „извън силите на епилептичните припадъци или естествена болест, която да се прояви“ от Джон Хейл, министър на близкия град Бевърли. Момичетата крещят, хвърлят неща из стаята, издават странни звуци, пълзят под мебелите и се изкривяват в особени пози, според разказа на очевидци на преподобния Деодат Лоусън, бивш свещеник в село Салем.
Повиканите да прегледат момичетата лекари като не могат да намерят обяснение за заболяването им през февруари предполагат, че момичетата може да са омагьосани.
Чрез робинята на Парис от Барбадос, Титуба, веща в тези начинания, съседи се опитват да помогнат за установяването дали е намесено магьосничество.
Като резултат от това момичетата повдигнат обвинение за магьосничество срещу Титуба и две възрастни жени. Трите жени са задържани на 29 февруари 1692 г. Страданията на момичетата не престават и през март те обвиняват и други. Впоследствие има още обвинения от страна на децата. Явлението се разраства като домино и придобива масов характер от обвинения и контраобвинения.

## Съдебният процес
За да се овладее критичното състояние през май 1692 г. с разпореждане на новоназначеният губернатор на Масачусетс, Уилям Пипс, са учредени два съобразени с тогавашното законодателство съдебни състава: Oyer, състав, който разследва и изслушва заподозрените в магьосничество лица и Terminer Court този, който се произнася по делото и определя присъдите.
Като резултат е произнесена първата присъда на 2 юни срещу Бриджит Бишоп. Тя е обесена осем дни по-късно на хълма наречен впоследствие „Хълм на бесилото“. През юли са обесени още петима души, пет през август и още осем през септември.

## Доказателства за последващите екзекуции
За тежките присъди освен обикновените свидетелски показания и признания на подсъдимите са използвани и така наречените „Спектрални доказателства“ (базирани на сънища и видения). Това е прието в съда по време на процеса на вещиците в Салем от назначения върховен съдия Уилям Стоутън.Откриването на бенка или петно някъде по тялото, което е нечувствително на допир и други такива нечувствителни области се счита за фактическо доказателство за магьосничество.

## Медицински теории за докладваните страдания
Причината за симптомите на тези, които са заявили страдание, продължава да бъде обект на интерес. Изследователи са изследвали различни медицински и психологически обяснения за наблюдаваните симптоми, включително психологическа истерия в отговор на индианските атаки, конвулсивен ерготизъм, причинен от яденето на ръжен хляб, направен от зърно, заразено с гъбата Claviceps purpurea (естествено вещество, от което се получава LSD), епидемия от летаргичен енцефалит, пренасян от птици, и сънна парализа, за да се обяснят нощните атаки, за които твърдят някои от обвинителите. Някои съвременни историци са по-малко склонни да се фокусират върху биологичните обяснения, предпочитайки вместо това да изследват мотивации като ревност, злоба и нужда от внимание, за да обяснят поведението.

## Паметта за жертвите
Въпреки че последният процес се провежда през май 1693 г., общественият отзвук на събитията продължава. През десетилетията след изпитанията оцелелите и членовете на семейството (и техните поддръжници) се опитват да установят невинността на осъдените лица и да получат обезщетение. През следващите векове потомците на онези, които са несправедливо обвинени и осъдени, се стремят да почетат тяхната памет спомени. Събитията в Салем и Данвърс през 1992 г. са използвани за отбелязване на процесите. През ноември 2001 г., години след честването на 300-годишнината от съдебните процеси, законодателната власт в Масачузетс приема акт, който оневинява всички осъдени и назовава всеки от невинните. Изпитанията са фигурирали в американската култура и са изследвани в множество произведения на изкуството, литературата и филмите.